# Georg Friedrich Händel
Georg Friedrich Händel (později během svého působení v Anglii znám jako George Frideric Handel; 23. února 1685, Halle nad Sálou – 14. dubna 1759, Londýn) byl německý hudební skladatel barokní éry. Od roku 1712 žil v Londýně a získal dokonce britské občanství. Spolu s Bachem a Telemannem patří k nejhranějším barokním skladatelům. Složil přes čtyřicet oper a třicítku oratorií. Slávu mu přineslo především oratorium Mesiáš, které složil v roce 1741. Jeho korunovační hymna Zadok the Priest se od roku 1727 hraje při každé korunovaci britského panovníka. Ve vývoji britské hudby sehrál zásadní roli.

## Život

### Mládí
Georg Friedrich Händel byl potomkem Georga a Dorothy Händelových. Jeho otec byl osobní lékař nejstaršího syna vévody Augusta Saského Jana Adolfa I. a vážený amtschirurgus (městský lékař) města Halle nad Sálou. Jeho matka byla dcerou pastora Tausta, v době narození Georga Friedricha jí bylo třicet čtyři let, otci šedesát tři.
Podle přání svého otce se měl Händel stát buď lékařem, nebo raději právníkem.

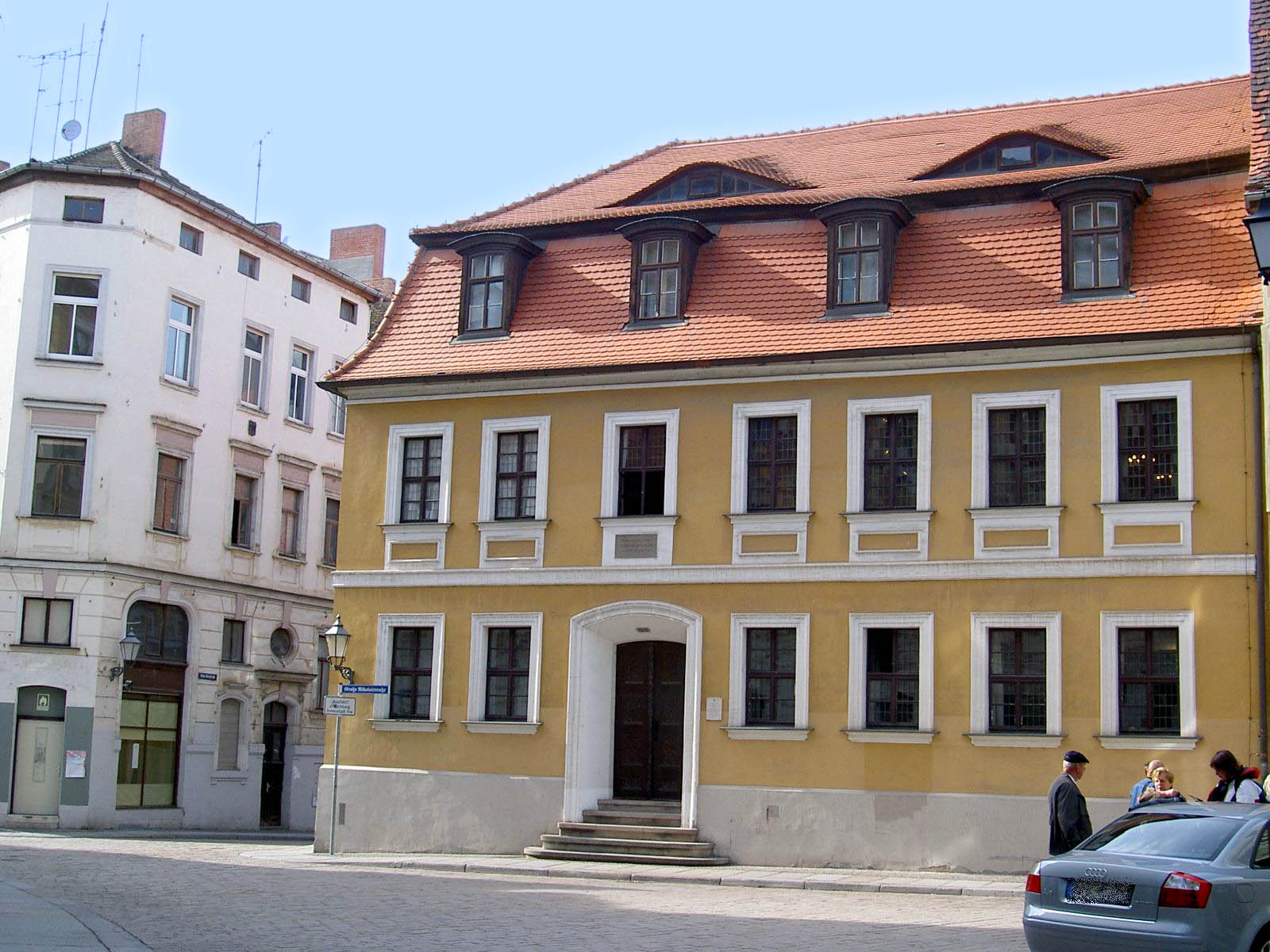
Händelův rodný dům v Halle

Starý lékař se sice svých plánů na synovu budoucnost nevzdal, ale svěřil výchovu nadaného chlapce znamenitému varhaníkovi a skladateli Friedrichu Wilhelmovi Zachowovi. Stalo se tak z popudu Jana Adolfa I., který sídlil na nedalekém zámku ve Weißenfelsu. Vévoda měl během jedné lékařovy návštěvy zaslechnout varhanní improvizaci jeho syna a doporučil mu, aby se chlapec věnoval dráze hudebníka. Zachow byl mimořádný člověk, neobyčejně vzdělaný, jehož skladatelské mistrovství bylo znovu objeveno teprve v posledních letech. Na mladého Händela působil nejen svou vyučovací metodou, ale i silou své osobnosti. V Zachowových skladbách lze nalézt počátky typického Händelova stylu. Zachow Händela učil varhanní hře na malém, šestirejstříkovém nástroji bez pedálů, který mu postavil krušnohorský varhanář Georg Reichel.

Patrně v roce 1696 podnikl Georg Händel spolu se synem cestu do Berlína. Tamní kurfiřt Fridrich I. Pruský si vyžádal jeho služby jako renomovaného lékaře.

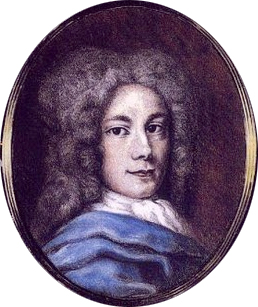
Händel ve věku deseti let

 Georg Friedrich při té příležitosti koncertoval na cembalo před knížecím posluchačstvem a měl takový úspěch, že mu kurfiřt nabídl přijetí do svých služeb a financování cesty do Itálie, aby si doplnil vzdělání. Otec však nabídku nepřijal; povolání hudebníka mu připadalo příliš nejisté a nechtěl dosud jedenáctiletého chlapce vázat.
V roce 1697 však otec Georga Friedricha zemřel. Chlapec se nadále věnoval hudbě. Z let 1699 a 1700 pocházejí jeho první datovatelná díla, např. triová sonáta op. 2. Händel postupně získával v hudebních kruzích renomé. Rokem 1701 se datuje jeho dlouholeté přátelství s o čtyři roky starším Telemannem. Nicméně z úcty k svému otci se Händel rozhodl, že nejprve splní jeho přání a vystuduje práva. Dokončil gymnázium a v roce 1702 se dal zapsat na právnickou fakultu univerzity v Halle. V témže roce obdržel v Halle i místo varhaníka a to, ačkoliv byl luteránského vyznání, v kostele církve reformované. Kromě toho – ve věku 17 let – vyučoval i na církevním gymnáziu vokální hudbu. V krátké době dosáhl mimořádného úspěchu. Jeho varhanním improvizacím přicházelo prý naslouchat celé město a on sám se těšil veliké úctě a vážnosti. Tento úspěch jej přesvědčil, že je předurčen pro hudební dráhu. Rezignoval na právnická studia, neprodloužil smlouvu s Domkirche a roku 1703 odjel do Hamburku, do centra německé opery.

### Léta dozrávání

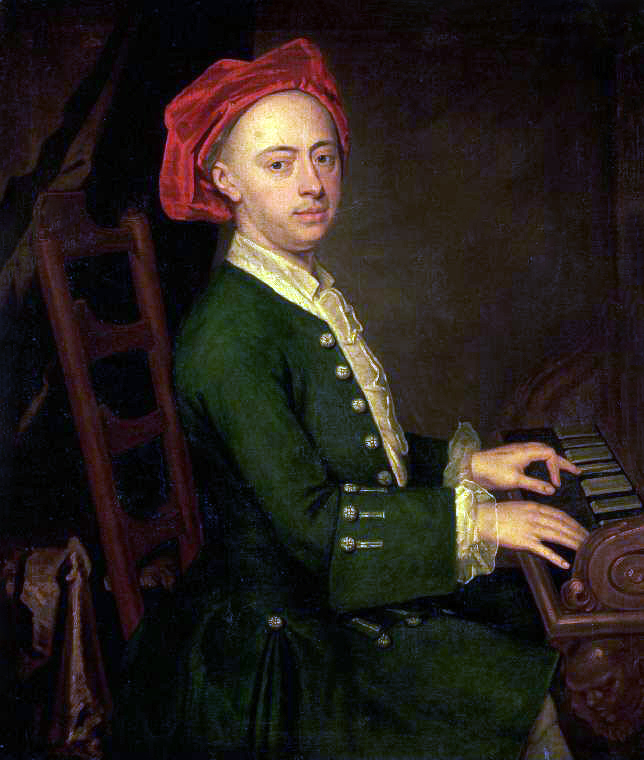
Mladý Händel

V Hamburku se seznámil a rychle spřátelil s Johannem Matthesonem (1681–1764), osobností širokých zájmů (zpěv, dirigování, skladba, literatura) a obávaným glosátorem a kritikem všech oblastí uměleckého života Hamburku. Jeho prostřednictvím se Händel také poprvé setkal s anglickým prostředím, které se mu později mělo stát domovem. Po Zachowovi se stal druhým mužem, který měl nejdůležitější vliv na Händelův umělecký rozvoj. V srpnu 1703 vykonali společně cestu do Lübecku, aby vyslechli legendárního varhaníka té doby Dietricha Buxtehudeho (1637–1707).
Na jaře 1703 se Händel stal druhým houslistou hamburského operního orchestru. Po skončení sezóny odjel Mattheson do Holandska a Händel toho využil, aby se vymanil z jeho vlivu. Navázal styky s básníkem a libretistou Christianem Postelem, který mu napsal text k Pašijím podle sv. Jana, které byly provedeny na Velikonoce roku 1704. Zklamaný Mattheson napsal na toto dílo zdrcující kritiku, která byla sice krutá a poznamenaná osobním sporem, ale věcně naprosto správná, takže dodnes slouží jako učebnicový vzor kritického textu a rozboru hudebního díla.
Dočasná averze mezi Händelem a Matthesonem dospěla až k souboji na kordy, při němž byl Händel málem zabit. Během představení Matthesonovy opery Kleopatra 5. prosince 1704 dozpíval Mattheson svůj part Antonia a chtěl zasednout za cemballo, odkud do té doby představení dirigoval Händel. Ten to však odmítl. Před obecenstvem došlo k pranici, která vyvrcholila soubojem na kordy před divadlem, při němž se Mathesonův kord zastavil o knoflík na soupeřově kabátě. Díky domluvám nájemců divadla a jednoho z radních se po souboji oba soupeři smířili a Mattheson dokonce přijal roli v první Händelově veřejně provedené opeře Almira. Premiéra se konala 8. ledna 1705 a dostavil se mimořádný úspěch. O měsíc později s další operou Nero se úspěch opakoval a Händel opanoval hamburskou operu na celou zimní sezónu.
Opera v Hamburku se však blížila k neslavnému konci. Händel sice ještě zkomponoval komickou dvouoperu Florindo und Daphne, ale její premiéry se skladatel už nedočkal. V létě 1706 odjel do Itálie na pozvání Giovani Gastona Medicejského, bratra velkovévody toskánského.
Ve Florencii se zdržel pouze krátce. Zkomponoval zde pouze několik kantát, z nichž je nejznámější a dodnes hraná dramatická kantáta Lucrezia. Přízeň Medicejských byla vrtkavá, a proto Händel v lednu roku 1707 odcestoval do Říma. Ani tam však nebyla situace nejpříznivější. Papež Inocenc XII. (Tor di Nona) před časem pro nemravnost zrušil velké operní divadlo, kromě toho postihlo v roce 1703 Itálii katastrofální zemětřesení a vedla se válka o španělské dědictví. Nicméně doporučující dopisy Medicejských otevřely skladateli cestu do nejvyšší společnosti, kde se uplatnil především jako výkonný umělec: hráč na cembalo a varhaník. Na jaře 1708 se v římském paláci kardinála Ottoboniho utkal se Scarlattim v soutěži ve hře na varhany a cembalo. Zatímco na první nástroj dali přítomní přednost Němci, cembalo ovládl Scarlatti.

Händel se na podzim 1707 cítil natolik sžitý s italskou hudební kulturou, že napsal italskou operu Rodrigo, která byla poprvé provedena ve Florencii. Úspěch díla mu přinesl lásku primadony Vittorie Tarquini a konečně i přízeň velkovévody toskánského. Posílen tímto úspěchem se rozhodl, že dobude hlavní město opery – Benátky. V Benátkách se tehdy hrálo denně na osmi operních scénách. V Benátkách žili umělci jako Alessandro Scarlatti, Arcangelo Corelli, Bernardo Pasquini, Benedetto Marcello a další. Georg Friedrich Händel zde získal přátelství Domenica Scarlattiho (Alessandrova syna).

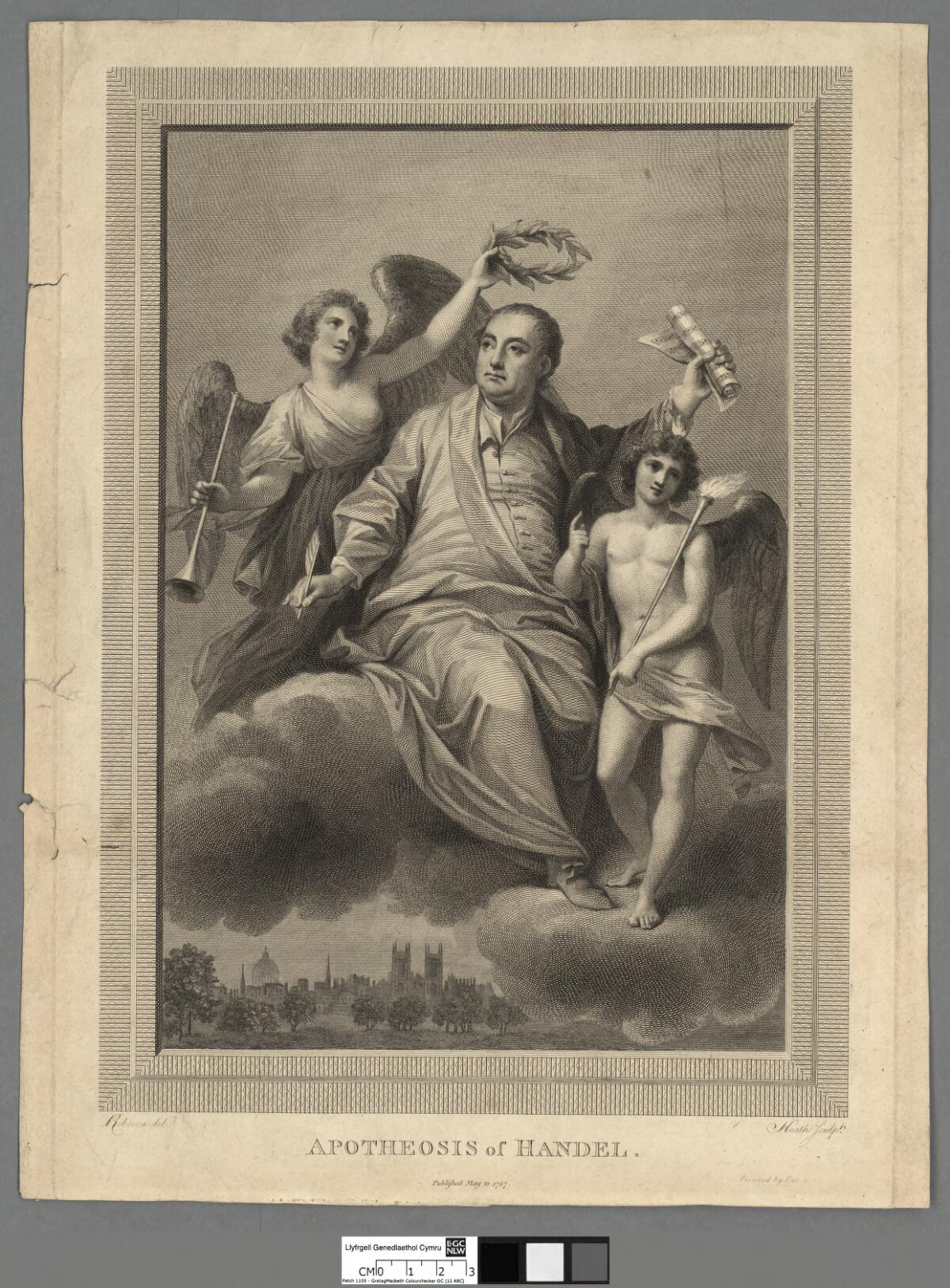
Händelova apoteóza od Jamese Heatha

Vrátil se tedy do Říma, kde byl aristokratickou společností vřele přivítán. V Římě byla již roku 1690 založena Accademia dell'Arcadia na ochranu a ke cti a slávě lidové poezie a řečnictví. Ta v Händelově době sdružovala umělce všech směrů, jejich mecenáše, aristokracii i špičky vatikánského duchovenstva včetně řady papežů. Pořádala pravidelné koncerty, básnické recitace a umělecké soutěže. Händel se s nadšením zúčastnil jejího života i soutěží ve virtuozitě s Domenicem Scarlattim a Bernardem Pasquinim. Z té doby pocházejí oratoria Resurrezione, Trionfo del Tempo, a zejména sbírka Italské kantáty, které mimo jiné zaujaly i Johanna Sebastiana Bacha.
O náboženské toleranci té doby svědčí mimo jiné to, že ač protestant, byl vítán v kruzích nejvyššího vatikánského duchovenstva. Byl sice učiněn pokus obrátit ho na katolickou víru, ale odmítnutí na jeho postavení nic nezměnilo.
Válka o španělské dědictví se přiblížila Římu a Händel se proto vydal do Neapole. Důsledkem pověsti, kterou si vybudoval v Římě, a zejména v Arkádii, byl neapolskou šlechtou přijat s nadšením. V Neapoli pobyl téměř rok a intenzivně se zajímal zejména o italské malířství, a dokonce sbíral kalábrijské lidové písně. Spřátelil se i s neapolským místokrálem kardinálem Grimanim, který vlastnil v Benátkách divadlo San Giovani Gristosomo s jehož přímluvou konečně na začátku masopustní sezóny 1709–1710 uvedl v Benátkách svou operu Agrippina.
Úspěch překonal všechna očekávání. Očitý svědek vypráví, že „posluchači si vedli jako šílení, potlesk a výkřiky Viva il caro Sassone! (Ať žije drahý Sas) nebraly konce.“ Opera byla označena jako nejzpěvnější z italských oper a její obliba se záhy rozšířila po celé hudební Evropě. Úspěch v Benátkách však jen přesvědčil Georga Friedricha Händela, že od Itálie obdržel vše, co mu mohla dát, a rozhodl se k návratu do Hannoveru. Skončila léta dozrávání.

### Mistrovská léta
Na začátku 18. století platil hannoverský dvůr za jeden z nejkulturnějších v Německu. Hannoverskými vévody se postupně stali čtyři bratři Kristián Ludvík, Jiří Vilém, Jan Bedřich a Arnošt August. Všichni milovali Itálii a Francii a zdržovali se proto převážně mimo zemi, kterou měli spravovat. Posledně jmenovaný nicméně v Hannoveru od roku 1689 vybudoval velkolepou operu, do níž byl jako kapelník přijat Agostino Steffani. Tato pozoruhodná osobnost proslula jako mimořádně schopný diplomat, církevní hodnostář a vynikající skladatel. A právě tento Steffani, který se s Händelem poznal v roce 1708 v Římě, nabídl o třicet let mladšímu Händelovi nástupnictví ve své funkci.
K jeho jmenování, s ročním platem 1000 zlatých ročně, došlo v červenci 1710. Händel se však v Hannoveru dlouho nezdržel a záhy požádal o dovolenou. Ukazovalo se, že nový kurfiřt Jiří I., budoucí anglický panovník, není příliš ochotný do nákladného provozu opery investovat. Händel se napřed rozjel domů do Halle, kde se setkal s matkou a sestrou. Pak odjel do Düsseldorfu, kde prožil část podzimu a odtud, místo do Hannoveru, zamířil přes Holandsko do Londýna.
Anglická hudební scéna tehdy stagnovala. Hudební život se po smrti předčasně zemřelého geniálního hudebníka Henryho Purcella (zemřel ve 36 letech roku 1695), vrcholného zjevu anglické barokní hudby, ocitl v krizi. Puritánská opozice prudce zaútočila na anglické divadlo a angličtí umělci se nechali zastrašit. Uvolněné místo obsadili umělci italští. Ve chvíli, kdy Händel přišel do Londýna, byla anglická hudba mrtva, Londýn neměl vlastního skladatele. Zato však oplýval znamenitými virtuózy.

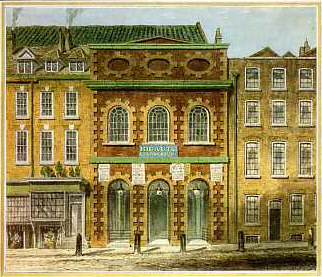
Divadlo Haymarket Hill v Londýně

Ředitelem londýnské opery Theatre Royal Haymarket byl tehdy Aaron Hill: všeuměl, cestovatel, spisovatel, překladatel, chemik, stavitel lodí, a dokonce zakladatel společnosti na lisování oleje z bukvic. Hill projevil předvídavost, když ihned po Händlově příjezdu do Londýna koncem roku 1710 zadal německému skladateli operu na námět Osvobozeného Jeruzaléma Torquata Tassa, kterou skladatel vytvořil během pouhých 14 dnů. Premiéra opery Rinaldo se konala 24. února 1711 a měla ohromující úspěch. V podstatě zahájila novou éru operní hudby, když vedoucí roli neapolské operní školy převzali Němci italskou školou odchovaní. Po Händelovi to bude Johann Adolf Hasse, Christoph Willibald Gluck a konečně Wolfgang Amadeus Mozart.
Opera je stále znovu hrána, zvláště po zvýšení zájmu o tzv. historicky poučenou interpretaci barokní hudby. Árie „Lascia ch'io pianga“ (Ponech mne plakat) patří k vůbec nejslavnějším áriím, jaké kdy zněly na operních jevištích.
Se zjevnou nechutí jel téhož roku Händel zpět do Hannoveru, aby splnil své závazky hannoverského kapelníka. V tamním divadle vystupovali francouzští herci a na provozování opery chyběli jak kvalitní italští zpěváci, tak finanční prostředky. Händel se zde proto věnoval převážně komponování lehčí instrumentální hudby, převážně pro princeznu Karolinu z Ansbachu, manželku budoucího anglického krále (od 1714) Jiřího I. Händel však toužil po divadle a také londýnské publikum po něm naléhavě volalo. Proto brzy požádal kurfiřta Jiřího Hannoverského, aby znovu, bez ohledu na smlouvu, mohl odcestovat. Svolení dostal pod podmínkou, že se „po rozumné době“ vrátí. Od roku 1712 byl Händel opět v Londýně a na návrat už vůbec nepomýšlel.
Okamžitě po příjezdu do Anglie byla provedena jeho komická opera Il Pastor Fido a vzápětí tragédie Teseo. Obratnou politikou (zkomponoval oslavnou ódu k narozeninám princezny Anny) se mu podařilo překonat i zákony země, které nařizovaly, že hudbu k oficiálním příležitostem může komponovat pouze rodilý Angličan a nejenže se stal oficiálním skladatelem anglického dvora, ale dokonce zkomponoval Te Deum a Jubilate, které byly uvedeny na slavnosti k podepsání utrechtského míru za přítomnosti královské rodiny a Parlamentu.
Tím ale porušil úmluvy, které měl s hannoverským kurfiřtem Jiřím a vzniklá napjatá situace, která se ještě více zkomplikovala, když se výše zmíněný kurfiřt stal v roce 1714 anglickým králem Jiřím I. a zakladatelem hannoverské dynastie. Naštěstí byl nový anglický král velkým hudebním milovníkem a skladateli odpustil, zvláště po dalším mimořádném úspěchu Händelovy opery Amadigi. Händel dokonce dál bral plat hannoverského kapelníka, stal se učitelem hudby malých princezen a doprovázel krále na cestách. Údajně ho král nadobro vzal na milost za překrásnou Vodní hudbu, provozovanou v roce 1717 na Temži při panovníkových projížďkách. Skončila mistrovská léta.

### Vrcholné období
Mezi roky 1717 a 1719 byl skladatel ve službách Jamese Brydgese, od roku 1719 vévody z Chandosu. Ten zbohatl v úřadu správce armádních financí a dal si postavit na severu Londýna, tehdy vesnici Edgware velkolepý zámek. V tomto přepychovém prostředí, bez jakýchkoliv materiálních starostí, dozrála skladatelova osobnost a Händel prakticky vytvořil zcela nový sloh v hudbě i divadle. Dokazuje to zejména sbírka církevních kantát hannoverské dynastie Chandos Anthems (Žalmy z Chandosu), psaných pro vévodovu kapli, v nichž zcela nově pojal úlohu sboru, který podává slova Bible bez obvyklého sentimentu a naivních komentářů. Tento nový styl se projevil i v operní tvorbě.
Jako antipod této tragédie pak působí pastorální tragédie Acis a Galathea na slova anglického básníka Johna Gaye. V opeře se snoubí básnická dokonalost textu a úsměvná elegická hudba. Právem bývá považována za jeden z vrcholů skladatelovy tvorby i hudební tvorby 18. století vůbec.
V této době si Händel předsevzal přivést do Londýna italskou operu. Spolu se skladateli Attilio Aoristim a Giovanni Bononcinim zde v únoru 1719 založili Royal Academy of Music . Ještě téhož roku odjel Händel do Německa, aby najal skupinu italských pěvců. Příliš jich nezískal, protože byli většinou vázáni jiným angažmá. Například proslulý altový kastrát Senesino) mohl nastoupit až od příští sezóny. 27. dubna 1720 zahájil v divadle Haymarket Hill činnost operou Radamisto, kterou věnoval králi. Byla to však její první verze, na níž bylo znát, že byla složená ve spěchu. Definitivní verze, už za účasti Senesiniho, byla provedena až 19. listopadu téhož roku. Části anglické šlechty se však velmi znelíbilo, že italskou operu má v Londýně zastupovat poitalštěný Němec, jako druhý skladatel operní scény byl ustanoven právě Bononcini.
Nastalo období plné zápasů a intrik. Anglické obecenstvo vyzvalo všechny tři skladatele, aby napsali společnou operu Muzio Scevola. Ariosti si ale na konfrontaci s oběma dalšími netroufl a nechal se nahradit prvním cellistou orchestru Fillipem Matteiem zvaným Pippo. Druhé jednání složil Bonocini a třetí, nejdelší bylo svěřeno Händelovi. Jakkoliv tato hudba nepatří k Händelovým nejlepším, výtvory konkurentů výrazně předčila. Jeho další, již opět samostatná opera Floridante, se v mnohém vrací k předchozí tvorbě. Bononcini si spravil reputaci svou půvabnou operou Griselda, se kterou slavil velký úspěch.
Händel si získával obecenstvo dramatickými operami Ottone, Julius Caesar v Egyptě (Giulio Cesare) a zejména Tamerlano, jehož poslední dějství je skvělým příkladem vášnivého dramatu napsaného ještě před Gluckem a Mozartem. Bononcini se znemožnil sám, když mu bylo v rozsáhlém soudním procesu prokázáno plagiátorství některých skladeb.

První pokus uvést na anglické jeviště italskou operu však ukončily dvě události. První z nich souvisela s kultem kastrátů a primadon. Na londýnském jevišti spolu soupeřily dvě primadony, Faustina Bordoniová a Francesca Cuzzoniová. Jejich souboj skončil 6. června 1727 rvačkou na jevišti za přítomnosti korunní princezny. Pikantní bylo, že konflikt Händel osobně doprovázel na bubny. 

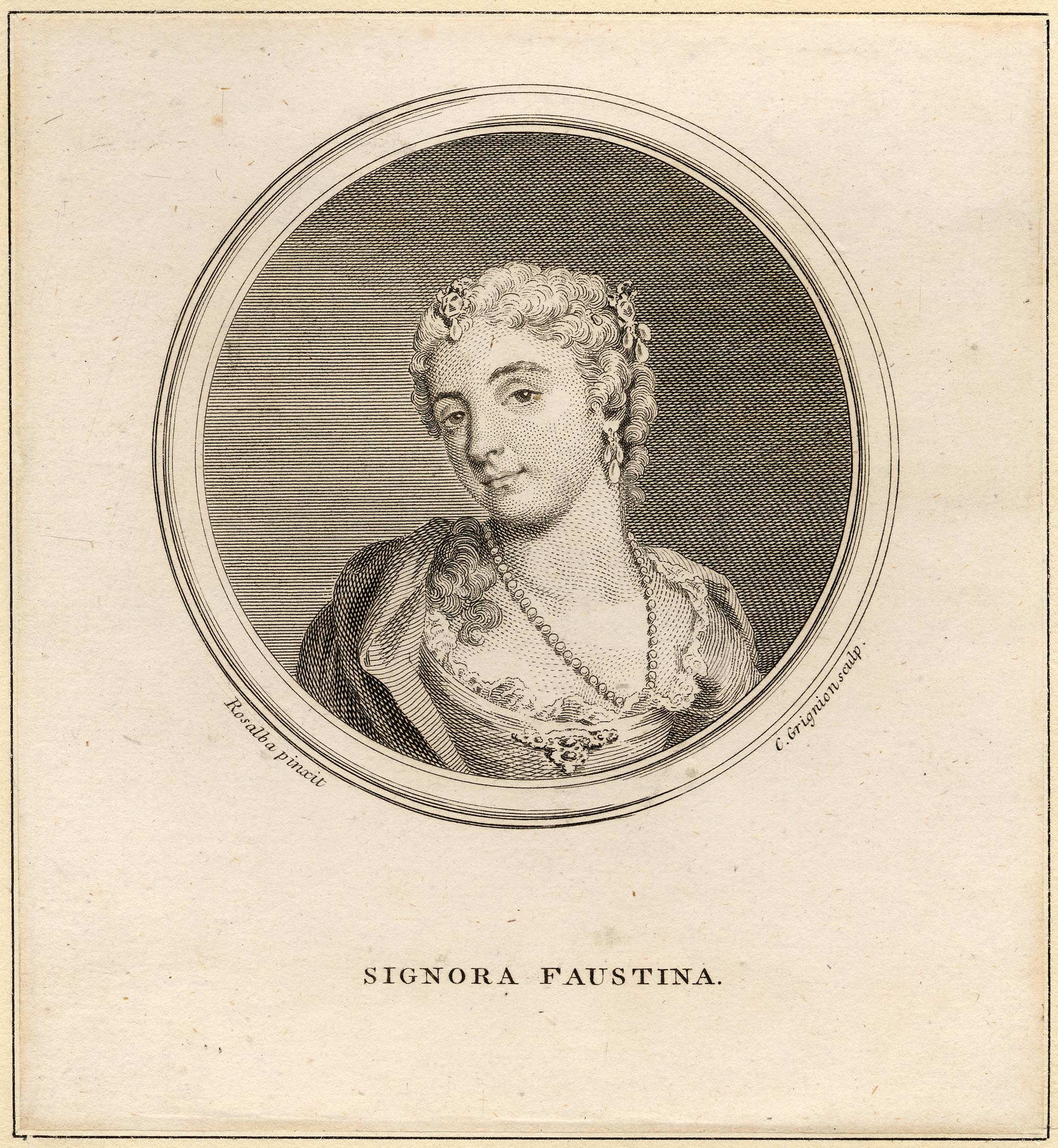
Faustina Bordoni

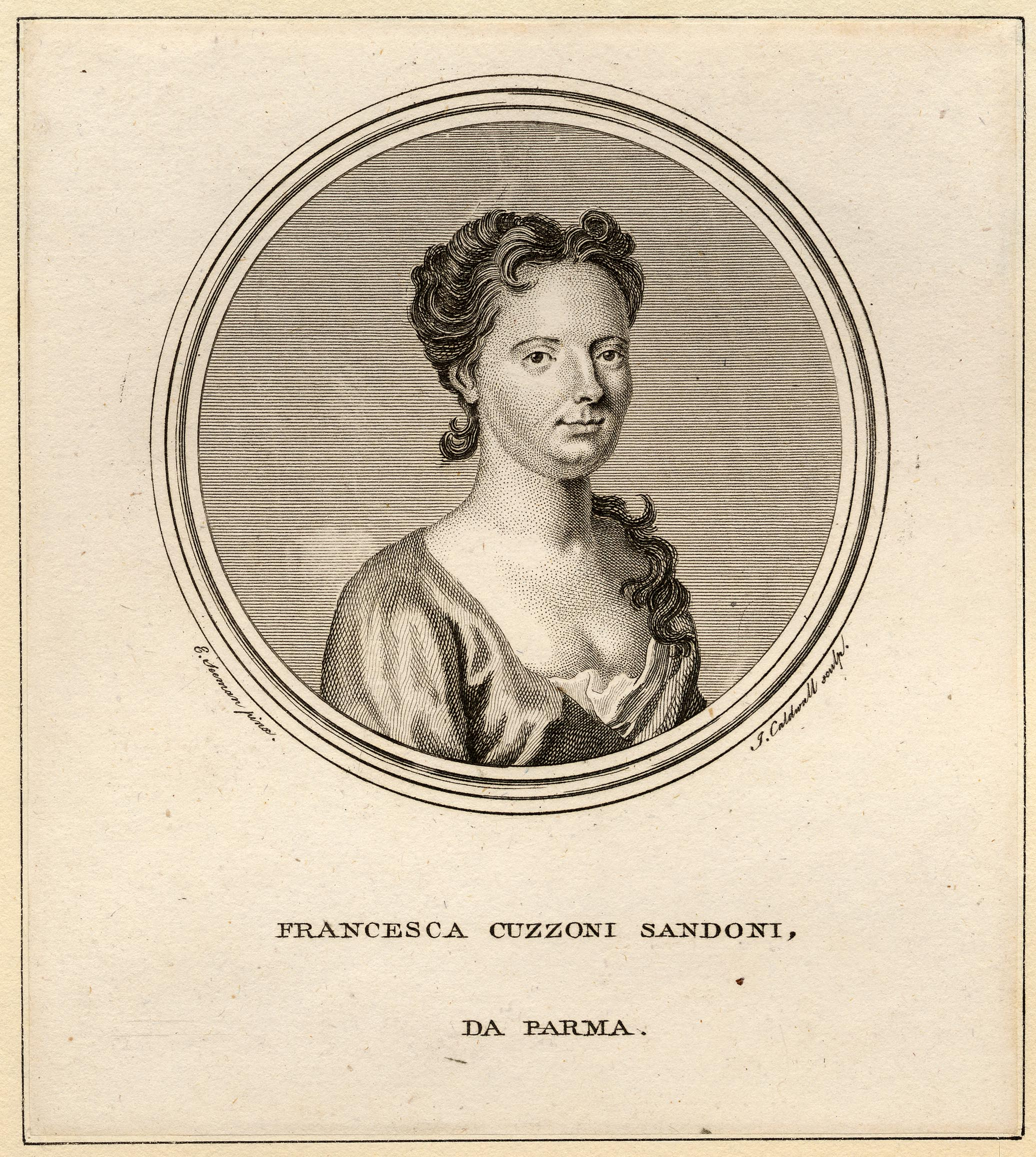
Francesca Cuzzoni

Druhou událostí pak byla premiéra dodnes slavné „Žebrácké opery“ autorů Johna Gaye a Johanna Christopha Pepusche v únoru 1728. De facto muzikál, složený z mluvených dialogů a lidových písní, byl krutou satirou na politické poměry, ale současně i vtipnou parodií na italské operní manýry. Opera přispěla k tomu, že 1. června 1728 byl provoz Royal Academy ukončen.

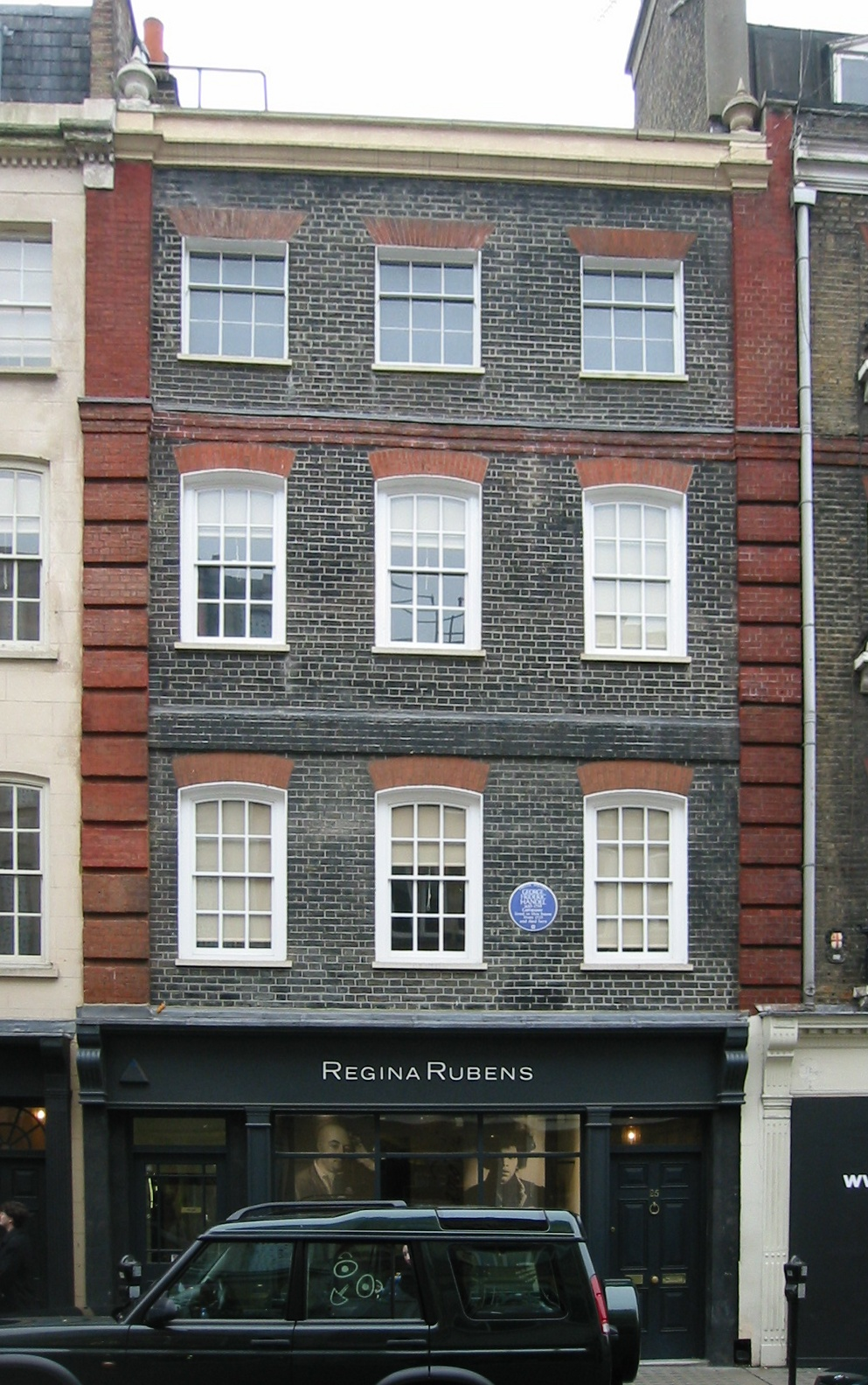
Dům, který Händel v Londýně obýval

Händel od svého záměru provozovat v Londýně italskou operu neustoupil. Počátkem roku 1728 odjel do Itálie, aby pro další svůj projekt, na kterém se domluvil s impresáriem Johannem Jacobem Heideggerem (1659–1749) sestavil nový italský operní soubor. Podnícen novými proudy v italské opeře, např. dílem Leonarda Vinciho, který se snažil vrátit opeře dramatičnost, zahájil novou etapu svého divadla. Tentokrát se objevily problémy ze strany, ze které to ani neočekával. Královská rodina hannoverského původu nebyla v Anglii příliš oblíbena a k neoblibě přispívaly i veřejně propírané spory mezi králem a jeho synem. Princ waleský věděl o přízni, kterou u krále Händel má, a proto se rozhodl, že skladatele zničí finančně. Roku 1733 založil konkurenční operu s názvem Opera of the Nobility a svěřil ji Nicolu Porporovi, dalšímu z velkých italských skladatelů, k němuž se připojil jiný německý skladatel Johann Adolf Hasse. Většina Händelových zpěváků přešla do nového podniku. Boj se přenesl i do Parlamentu a výsledkem bylo, že skladatel ztratil i podporu královu. Händel byl nucen Royal Academy podruhé zrušit.
Rodák z Halle se však nevzdal. V roce 1733 odjel potřetí do Itálie, aby doplnil svůj soubor. Útoky však pokračovaly. Divadlo Haymarket Hill obsadil konkurenční soubor a Händel byl nucen se přesunout do divadla Covent Garden, které v té době fungovalo spíše jako varieté a o které se dělil s baletem, pantomimami a šaškovskými komediemi. Zpočátku se mu dařilo využívat spojení s baletem. Zkomponoval de facto první pokus o francouzskou baletní operu Terpsichore (1734) a i do svých dalších oper zařazoval rozsáhlá baletní čísla. Nacionální nevraživost však donutila francouzský baletní soubor, který se na těchto představeních podílel, opustit Londýn. Händel sám dál pokračoval v boji za italskou operu, psal několik oper ročně, přesto finanční ztráty při provozu divadla byly nesmírné. V nejhorší době, kdy schodek divadla dosahoval dvacet tisíc liber a již se hlásily vážné zdravotní obtíže, uvedl 19. února 1736 jednu ze svých nejkrásnějších skladeb, oratorium Slavnost Alexandrova na slova básníka Johna Drydena. Její podtitul zněl Moc hudby.

### Soumrak
Obrovské pracovní vypětí nemohl organismus vydržet. V dubnu 1737 ranila Händela mrtvice. Pravá strana těla zcela ochrnula a dostavily se i příznaky poškození mozku. Divadlo bez jeho vedení přestalo hrát a vyhlásilo úpadek. Zprvu byl skladatel zcela apatický, odmítal se léčit a smířil se s tím, že jeho životní dráha končí. Až koncem léta se přátelům podařilo dopravit Händela do lázní v Cáchách. Léčení bylo neuvěřitelně rychlé. Již v říjnu se vrátil do Londýna a během tří měsíců zkomponoval dvě opery a smuteční žalm na smrt královny Karoliny (Funeral Anthem).
Po návratu do Londýna se však vrátily i finanční starosti. Hrozilo mu vězení pro dlužníky. Přátelé v jeho prospěch uspořádali benefiční koncert, jehož výtěžek pokryl alespoň ty nejnaléhavější dluhy. Přízeň publika se projevila i v tom, že mu byla v dubnu 1738 odhalena socha v sadech ve Vauxhallu. Nový příval tvůrčí síly vedl ke vzniku dvou vrcholných oratorií, Saula a Izraele v Egyptě, s mohutnými dramatickými sborovými částmi. Jejich genialita však byla oceněna až mnohem později.
Rok 1739 byl poznamenán válkou. V zimě toho roku se pro mrazy a válku v divadlech nehrálo. Rovněž nepřátelé neustávali v útocích proti skladateli. Byly strhávány plakáty na jeho koncerty a návštěvnost klesala k nule. Unavený a zklamaný Händel už neměl sílu dále bojovat. Rozhodl se, že téměř po třiceti letech, které Anglii obětoval, odjede a na 8. dubna 1741 ohlásil poslední koncert.
Irský lord místodržitel pozval skladatele do Dublinu řídit několik koncertů. Podle vlastních slov, „aby mohl svému novému národu nabídnout něco nového“ zkomponoval za 24 dnů dílo, které se stalo nacionálním symbolem ve všech anglicky mluvících zemích: oratorium Mesiáš. Jeho premiéra se – s velkým úspěchem – uskutečnila 13. dubna 1742. Těchto několik měsíců v Irsku, od listopadu 1741 do srpna 1742 – patřilo mezi Händelova nejšťastnější období života.

### Vítězství a smrt

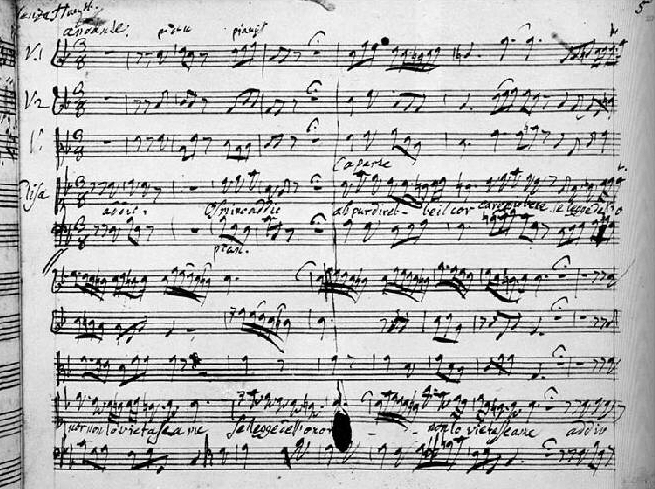
Händelův rukopis (oratorium Tolomeo)

V posledních letech se Händelova tvůrčí pozornost přesunula od opery k oratoriu. Vrátil se do Anglie a uvedl oratorium Samson (1743) na slova Miltonovy básně Samson Agonistes, po němž následovala oratorní dramata Belshazzar a Herakles, obě v roce 1745. Nenávist určité části anglického obecenstva (zejména aristokracie) však přetrvávala. V roce 1745 byl znovu donucen k vyhlášení úpadku. V této nejhlubší životní krizi mohl už pomoci jen zázrak - a ten se kupodivu stal. Paradoxní na tom je, že zásadní obrat nastal z příčin víceméně nehudebních.

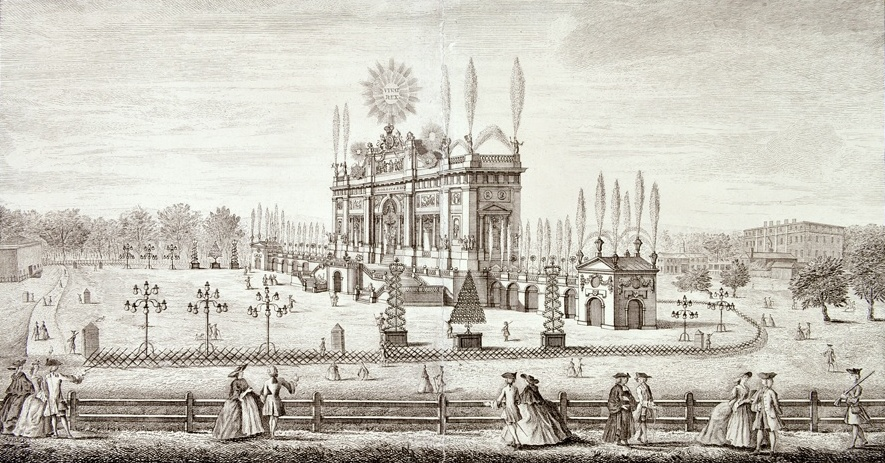
Budova postavená pro Hudbu k ohňostroji

Karel Eduard, následník trůnu, spolu s armádou skotských horalů táhl na Londýn a Anglii zachvátilo vlastenecké nadšení. Händel zkomponoval v roce 1746 oratorium Occasional Oratorio, v němž vyzval Angličany do boje. Po vítězství v bitvě u Cullodenu uvedl Judu Makabejského na oslavu vítězného vévody z Cumberlandu. Po třiceti letech bojů a zápasů konečně Angličané uznali Georga Friedricha Händela za svého národního skladatele. Byl zbaven nejen nepřátel, ale i hmotných starostí a mohl se plně věnovat hudbě. K nejznámějším dílům pozdního období patří v roce 1749 zkomponovaná Hudba k ohňostroji, prototyp radostné hudby k lidové slavnosti, která původně oslavovala cášský mír. Menuet z Hudby k ohňostroji:  V roce 1750 vykonal ještě poslední cestu do rodného Halle, kde utrpěl úraz při nehodě poštovního dostavníku.
Po návratu se pustil do práce na oratoriu Jephta. Jen s největší námahou se mu ho podařilo počátkem roku 1752 dokončit. Krátce poté začal mít potíže se zrakem. Podstoupil operaci u W. Bromfielda, ale bez většího výsledku. Rovněž neúspěšná byla v roce 1758 léčba v Royal Tunbridge Wells u tehdy proslulého lékaře Johna Taylora (1703–1770). Se zrakem jakoby se i vytrácela i tvůrčí invence. Jeho posledním dílem bylo přepracování jednoho z raných oratorií s názvem Il Trifono del Tempo, které bylo opatřeno anglickým textem a dostalo jméno The Triumph of Time and Truth. Ještě hrál a improvizoval na varhany při provádění svých oratorií, ale kromě několika drobnějších skladeb, které diktoval, již nevzniklo žádné rozměrnější dílo.
Naposledy se objevil na veřejnosti 6. dubna 1759, kdy provedení Mesiáše doprovázel na cembalo. Na Bílou sobotu, 14. dubna 1759 skladatel zemřel. Pohřben byl 20. dubna ve Westminsterském opatství.

## Dílo
Dílo Georga Friedricha Händla je neobyčejně rozsáhlé. Je mj. autorem 44 oper, které složil mezi léty 1705–1741, tří pasticií – hudebně-dramatických děl, složených z vlastních předchozích oper a 32 oratorií. Patrně nejúplnější seznam Händlových prací sestavil Berndt Baselt z Univerzity Martina Luthera v Halle, který poprvé vyšel ve třech svazcích v letech 1978 až 1986 pod názvem Händel-Handbuch a čítá 612 položek. Každá skladba je označena zkratkou HWV (Händel-Werke-Verzeichnis) a pořadovým číslem. Obsahuje všechny známé skladby Georga Friedricha Händela včetně několika, u kterých jsou ohledně autorství jisté pochybnosti. Tento seznam má pro katalogizaci díla stejný význam jako známý Seznam skladeb Johanna Sebastiana Bacha Bach-Werke-Verzeichnis (BWV) nebo Köchelův seznam (KV) díla Wolfganga Amadea Mozarta.
Händel dosáhl mistrovství zejména v oblasti sborového umění. Dokázal vytvářet na velkých hudebních plochách působivé gradace. Komponoval jak ve vícehlasé polyfonii, tak v jednodušší homofonii. Svou hudbu intenzívně prožíval. Při skládání svých larg byl nejednou přistižen v pláči.
V Česku se o popularizaci díla stará Česká Händelova společnost.

### Opery
- Almira (1705)
- Nero (1705)
- Rodrigo (1707)
- Florindo (1708)
- Daphne (1708)
- Agrippina (1709)
- Rinaldo (1711)
- Il pastor fido (1712)
- Teseo (1713)
- Silla (1713)
- Amadigi di Gaula (1715)
- Radamisto (1720)
- Muzio Scevola (1721)
- Floridante (1721)
- Ottone (1723)
- Flavio (1723)
- Julius Cesar (1724)
- Tamerlano (1724)
- Rodelinda (1725)
- Scipione (1726)
- Alessandro (1726)
- Admeto (1727)
- Riccardo Primo (1727)
- Siroe (1728)
- Tolomeo (1728)
- Lotario (1729)
- Partenope (1730)
- Poro (1731)
- Ezio (1732)
- Sosarme (1732)
- Orlando (1733)
- Arianna in Creta (1734)
- Oreste (1734)
- Ariodante (1735)
- Alcina (1735)
- Atalanta (1736)
- Arminio (1737)
- Giustino (1737)
- Berenice (1737)
- Faramondo (1738)
- Xerxes (1738)
- Imeneo (1740)
- Deidamia (1741)
- Acis and Galatea (1742)

### Pasticcia
- Oreste (1734)
- Alessandro Severo (1738)
- Giove in Argo (1739)

### Oratoria (výběr)
- Il Trionfo del Tempo e del Disinganno (1707)
- La Resurrezione (1708)
- Deborah (1733)
- Athalia (1733)
- Il trionfo del Tempo e della Verità (1737), (1757)
- Saul (1738)
- Izrael v Egyptě (1738)
- Mesiáš (1742)
- Samson (1743)
- Juda Makabejský (1747)
- Jozue (1748)
- Zuzana (1749)
- Theodora (1750)
- Jefta (1752)

### Italské kantáty (výběr)
- Il Duello amoroso (1708)
- Il Consiglio (1708)

### Církevní hudba (výběr)
- Utrecht Te Deum (1713)
- Coronation Anthems (1727)

### Orchestrální hudba (výběr)
- Vodní hudba[19] (Water Music, 1717)
- Hudba ke královskému ohňostroji[19] (Music for the Royal Fireworks, 1749)

Kromě toho složil Händel mnoho skladeb pro komorní hudbu a sólové nástroje, mj. 16 koncertů pro varhany, suity pro sólový klavír, 13 triových sonát pro dvoje housle (nebo hoboje), flétnu a basso continuo.

### Film
- Händel. Život popové ikony, režie Ralf Pleger, hraný dokument, 2009  Film na CSFD